# Chyetverikov TA
TA (Transportnaya Amfibiya – máy bay vận tải lưỡng cư) là một loại máy bay vận tải được thiết kế chế tạo ở Liên Xô từ năm 1945.

## Biến thể
- TA
- TA-1
- TAF

## Tính năng kỹ chiến thuật (TA)
Dữ liệu lấy từ Gunston, Bill. "The Osprey Encyclopaedia of Russian Aircraft 1875 – 1995". London, Osprey. 1995. ISBN 1-85532-405-9
Đặc điểm tổng quát
- Kíp lái: 2
- Sức chứa: 6 – 8 hành khách + 1.000kg hàng hóa
- Chiều dài: 14 m (45 ft 11 in)
- Sải cánh: 17.2 m (56 ft 5-1/4 in)
- Diện tích cánh: 43 m2 (463 ft2)
- Trọng lượng rỗng: 4.658 kg (10.269 lb)
- Trọng lượng có tải: 6.255 kg (13.790 lb)
- Powerplant: 2 × Shvetsov ASh-21, 522,2 kW (700 hp) mỗi chiêc

Hiệu suất bay
- Vận tốc cực đại: 328 km/h (204 mph)
- Tầm bay: 700 km (435 dặm)